# ادبیات گرجی
ادبیات گرجی ادبیات مخلوق در کشور گرجستان، ادبیات مردم گرجی و ادبیاتی است که به زبان گرجی نوشته شده‌است. ادبیات گرجی قدمتی دو هزار پانصد ساله دارد و چند سده پیش از میلاد عیسی پا به عرصهٔ وجود نهاده‌است. از قدیمی‌ترین آثار ادبی اصیل گرجستان تا دورهٔ معاصر عبارت است از یاکوب تسورتاولی تحت عنوان «شهادت شوشانیک» (سده پنجم) که اثری است هنری و مشحون از ایده وفاداری به میهن، سده‌های ۱۲–۱۳ میلادی، دوران ادبیات کلاسیک گرجی را تشکیل می‌دهد. در این هنگام است که داستان عاشقانه به نام «ویسرامیانی» از سارگیس تموگولی و مجموعه داستان‌های مربوط به «آمیران دارجانیانی» نوشتهٔ موسه خونلی، منظومه‌های مدح و تحسین‌آمیز دربارهٔ «عبدالمسیح» اثر ایوانه شاوتلی و «تاماریانی» اثر چاخروخادزه به وجود آمدند.
نمونهٔ کامل فرهنگ کلاسیک گرجی در این دوره منظومه نبوغ‌آمیز شوتا روستاولی به نام پلنگینه پوش است که یکی از شاهکارهای ادبیات بدیع و هنری جهان می‌باشد. این منظومه، تعالی احساسات و عواطف بشری یعنی عشق، دوستی، مردانگی و دلیری را مورد تحسین قرار می‌دهد و پیروزی، آزادی، حقیقت، زیایی و خیر و نیکی را ستایش می‌کند. روستاولی منادی بزرگ بشر دوستی، یکی از مبشرین ایده‌های رنسانس در ادبیات جهانی می‌باشد.
خلق آثار ادبی که در زمان دشوار سده‌های ۱۴–۱۵ میلادی رو به خاموشی نهاده و تقریباً به‌طور کامل قطع نشده بود، در قرون ۱۶–۱۷ با قدرت و نیروی تازه‌ای جان می‌گیرد. فعالیت نویسندگان و شعرای بزرگ گسترش می‌یابد و موضوع میهن‌پرستی در آثار خلاقانه آن‌ها مقام والایی احراز می‌کند.
از مختصات نیمه اول سده نوزدهم در گرجستان این است که در آن هنگام فعالیت مبتکرانه شعرای رمانتیک مانند الکساندر چاوچاوادزه (۱۷۴۶–۱۷۸۶ م)، گریگول اوربلیانی (۱۸۰۰–۱۸۸۳ م)، نیکولوز باراتاشویلی (۱۸۱۷–۱۸۴۵ م)، جریان داشته‌است. رمانتیسم گرجستان با پدیده‌های حیات اجتماعی ناآشنا نبود و به غنی‌تر شدن زبان ادبی کمک می‌کرد و سبک منظوم و شاعرانه بدیع و اصیلی را به وجود آورد. در اواسط قرن نوزدهم، رمانتیسم جای خود را به رئالیسم اولیه واگذار می‌کند. نیمه دوم قرن نوزدهم حاکی از ظهور و پیدایش شخصیت‌های برجسته‌ای چون آکاکی تسرتلی و ایلیا چاوچاوادزه در ادبیات کلاسیک بود.
شعرای شیرین سخن و عالی قدری چون تیتسیان تابیدزه، یوسب گریشاشویلی، ایراکلی آباشیدزه، سیمون چیکووانی و غیره از سخن سرایان بزرگ گرجستان، تجدید حیات یافته‌اند. نشر ادبی و هنری گرجستان توسط یک سلسله آثار و مصنفات قابل توجه، غنای بیشتری یافته‌است. ادبیات گرجی با زندگی مردم و منافع آن‌ها علائق واحدی دارد و به‌طور دائم در حال تکامل است.